# Яш (актёр)
Навин Кумар Говда, более известный под мононимом Яш (канн. ಯಶ್, англ. Yash; род. 8 января 1986, Карнатака, Индия) — индийский актёр, который снимается в фильмах на языке каннада.

## Биография
Навин родился 8 января 1986 года в городе Бхуванахалли. Его отец Арун Кумар работал в транспортной службе Бангалора, а его мать была домохозяйкой. Его младшую сестру зовут Нандини. Яш провёл детство в городе Майсур, где учился в Mahajana High School. После учёбы он присоединился к BeNaKa drama troupe, основанной известным драматургом Б.В. Карантом.
Яш начал карьеру с ролей в местных сериалах Nanda Gokula, Malebillu, Preeti Illada Mele. Его дебют в кино состоялся в 2008 году, когда он сыграл роль второго плана в фильме Moggina Manasu. Первая же роль принесла ему Filmfare Award за мужскую роль второго плана в фильме на каннада.
После череды неудач, в 2010 году выше фильм Modalasala, который стал его первым коммерческим успехом в качестве героя. Через год вышел ещё один фильм Rajadhani, который имел коммерческий успех и положительную оценку критиков.
В 2014 году вышел фильм в жанре фэнтези Gajakesari, имевший коммерческий успех.
В следующем году состоялась премьера Mr. and Mrs. Ramachari, в котором он снялся в паре с Радхикаой Пандит. Сыграв импульсивного и неуправляемого Рамачари, он был награждён Filmfare Award за ведущую мужскую роль. Благодаря успеху своих фильмов, Яш стал одним из самых высокооплачиваемых актёров в Сандалвуде.
В 2018 году вышел фильм K. G. F: Chapter 1, где Яш снялся с дебютанткой Шринидхи Шетти. Фильм получил положительную оценку и имел коммерческий успех.
Сейчас к выходу готовится вторая часть KGF Chapter 2, также актёр согласился на фильм My Name is Kirataka, съёмки которого находятся в стадии пре-продакшена.

## Личная жизнь
СМИ долгое время приписывали ему отношения с актрисой Радхикой Пандит и особенно после фильма Mr & Mrs Ramachari, в котором они третий раз появились в качестве пары влюблённых. Прежде чем подтвердить свои отношения пара обручилась в Гоа в августе 2016 года. Они поженились в декабре 2016 года на частной церемонии в Бангалоре. В июле 2018 года объявили что ждут первенца, а 1 декабря того же года родилась дочь Айра. 30 октября 2019 года родился сын Ятарв.

## Фильмография
| Год  |   | Русское название         | Оригинальное название   | Роль                        |
| ---- | - | ------------------------ | ----------------------- | --------------------------- |
| 2008 | ф |                          | Moggina Manasu          | Rahul                       |
| 2008 | ф |                          | Rocky                   | Rocky                       |
| 2009 | ф |                          | Kallara Santhe          | Somu                        |
| 2009 | ф |                          | Gokula                  | Raja                        |
| 2010 | ф |                          | Thamassu                | Imran (камео)               |
| 2010 | ф |                          | Modalasala              | Karthik                     |
| 2011 | ф |                          | Rajadhani               | Raja                        |
| 2011 | ф |                          | Kirataka                | Nandisha                    |
| 2012 | ф | Счастливчик              | Lucky                   | Лакки / Викрам              |
| 2012 | ф |                          | Jaanu                   | Siddharth                   |
| 2012 | ф |                          | Drama                   | Venktesa                    |
| 2013 | ф | Принцесса Чандра         | Chandra                 | камео в песне «Tasse Otthu» |
| 2013 | ф | Любовь на грани риска    | Googly                  | Шарат                       |
| 2013 | ф | Тигр Раджа               | Raja Huli               | Тигр Раджа                  |
| 2014 | ф | Гаджакесари              | Gajakesari              | Кришна                      |
| 2014 | ф | Мистер и миссис Рамачари | Mr. and Mrs. Ramachari  | Ramachari                   |
| 2015 | ф |                          | Masterpiece             | Yuva                        |
| 2016 | ф |                          | Santhu Straight Forward | Santhu                      |
| 2018 | ф |                          | K.G.F: Chapter 1        | Рокки                       |
| 2022 | ф |                          | K.G.F: Chapter 2        | Рокки                       |